# Chōei Satō
Chōei Satō (jap. 佐藤 長栄, Satō Chōei; * 15. April 1951 in der Präfektur Yamagata) ist ein ehemaliger japanischer Fußballspieler und -trainer.

## Nationalmannschaft
1978 debütierte Satō für die japanische Fußballnationalmannschaft.

## Errungene Titel
- Japan Soccer League: 1976, 1985/86
- Kaiserpokal: 1976